# Samuel Hruškovic
Samuel Hruškovic (1. dubna 1694 – 1. září 1748) byl slovenským evangelickým teologem, spisovatelem a básníkem.
Teologická studia ukončil roku 1719 ve Wittenbergu. Působil jako učitel a později jako farář, od roku 1744 zastával úřad superintendenta.
Zachovalo se jeho 17 vlastních písní a 74 překladů písní z němčiny. Byl editorem dvou vydání Cithary sanctorum Jiřího Třanovského.
Ján Kollár nazval Hruškovice spolu s Třanovským a Krmanem „třemi kvítky“ slovenské reformace.